# Buttiauxella
Buttiauxella — рід грам-негативних, безспорових, факультативно анаеробних, паличкоподібних бактерій з родини Enterobacteriaceae.

## Назва
Рід названо на честь французького мікробіолога Рене Буттіо (фр. René Buttiaux; 1904—1982).